# Sturmflut an der europäischen Atlantikküste im Februar 2014
Die Sturmflut an der Atlantikküste wütete vor allem in Spanien und Frankreich am Wochenende des 1. und 2. Februar 2014. Als Auslöser gilt ein Tiefdruckgebiet, das von Island nach Nordirland wanderte und einen Druck von 945 hPa hatte. Auf dem Atlantik gab es Wellen, die etwa 11 m hoch waren, vereinzelt aber auch die Größe von 15 m erreichten. Gleichzeitig drückte der Wind das Wasser in den Golf von Biskaya und in den Ärmelkanal.

## Spanien
In San Sebastián wurde die Stadt bis zu 1,5 m überflutet, da hohe Wellen bis in die Stadt gelangten. In Berneo versanken drei Schiffe des Fischerhafens. In Luarca wurde ein Museum überschwemmt, welches eine bedeutende Sammlung von Riesenkalmaren beherbergte. Der Schaden betrug etwa 2 Millionen Euro.

## Frankreich
In Frankreich wurden in zahlreichen Orten die Glasfassaden in den Orten Roscoff und Douarnenez beschädigt, darunter auch die eines Krankenhauses und einer Wellnesseinrichtung. Am 5. Februar strandete der spanische Frachter Luno in Biarritz gegen eine Mole und zerbrach in zwei Teile. Die elf Besatzungsmitglieder konnten zunächst nicht gerettet werden, da Windgeschwindigkeiten von 110 km/h herrschten. Erst bei abklingender Wetterlage wurden sie gerettet. Es wird eine Umweltverschmutzung befürchtet, da der Frachter 127 Kubikmeter Diesel als Treibstoff dabei hatte. Das Schiff wurde von April bis Juli 2014 abgewrackt und der Strand gesäubert. Dabei wurden vom Schiff 20 Einzelstücke gefunden, welche jedoch noch nicht alle geborgen wurden. So sind zum Beispiel Teile des Motors immer noch im Meer.